# Maladera philippinica
Maladera philippinica är en skalbaggsart som beskrevs av Brenske 1894. Maladera philippinica ingår i släktet Maladera och familjen Melolonthidae. Inga underarter finns listade i Catalogue of Life.